# Josip Gucmirtl
Josip Gucmirtl (Osijek, 16 marzo 1942 – Zagabria, 25 novembre 2009) è stato un calciatore jugoslavo, di ruolo attaccante.

## Carriera
Iniziò la carriera cittadina nella squadra cittadina del Osijek per poi, nell'autunno 1964, trasferirsi nella Dinamo Zagabria con cui esordì il 7 febbraio 1965 nel derby contro l'Hajduk Spalato.
Con i Modri vinse la Coppa delle Fiere ed una Coppa di Jugoslavia andando a rete nella finale di andata contro i Majstori s mora.

## Palmarès

### Competizioni nazionali
- Coppa di Jugoslavia: 1

Dinamo Zagabria: 1969

### Competizioni internazionali
- Coppa delle Fiere: 1

Dinamo Zagabria: 1966-1967